# Champsodon

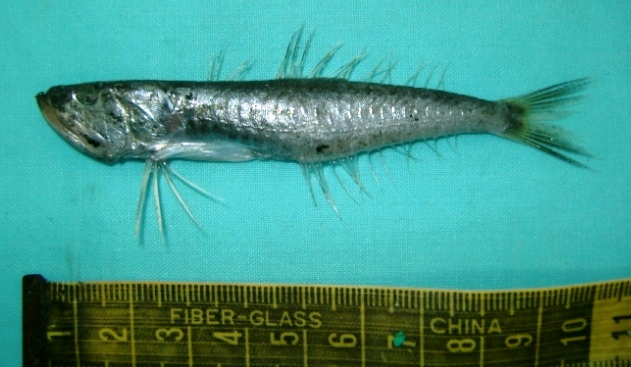
Champsodon nudivittis

Champsodon è un genere di pesci ossei marini appartenenti all'ordine Perciformes, unico membro della famiglia Champsodontidae.

## Distribuzione e habitat
Sono endemici dell'Indo-Pacifico. Un esemplare di Champsodon nudivittis è stato catturato nel mar Mediterraneo, in Turchia, si crede che si tratti di un individuo isolato introdotto accidentalmente.
Questi pesci sono diffusi in acque abbastanza profonde, nei piani circalitorale e batiale su fondi sabbiosi o fangosi.

## Descrizione
Questi pesci hanno come caratteristica più vistosa la grande bocca obliqua che supera ampiamente l'occhio. Gli occhi sono posti in alto sul profilo del capo. Le pinne dorsali sono due, separate da uno spazio, la prima è breve e con 5 raggi spinosi, la seconda, a raggi molli, è più lunga e opposta alla pinna anale, che ha dimensioni simili. Le pinne pettorali sono piccole, con inserzione obliqua. Le pinne ventrali sono invece grandi e allungate, inserite sotto le pettorali.
Sono pesci di piccola taglia; la dimensione degli adulti è attorno a 10-15 cm.

## Generi e specie
- Genere Champsodon
  - Champsodon atridorsalis
  - Champsodon capensis
  - Champsodon fimbriatus
  - Champsodon guentheri
  - Champsodon longipinnis
  - Champsodon machaeratus
  - Champsodon nudivittis
  - Champsodon omanensis
  - Champsodon pantolepis
  - Champsodon sagittus
  - Champsodon sechellensis
  - Champsodon snyderi
  - Champsodon vorax[2]